# José Luis Medina Castro
José Luis Medina Castro fue un artista español, nacido en Serrada, Valladolid, en 1909. Es un escultor figurativo. Es conocido por el monumento al "Toro" de Valladolid. Su primera obra conocida se realizó en el taller de Ramón Núñez, en Valladolid cuando tenía tan solo 16 años, es la mano de la Magdalena del paso procesional "El retorno del Sepulcro" de la semana Santa Zamorana. Allí entabla amistad con el escultor Baltasar Lobo.

## Reseña biográfica
José Luis Medina Castro nació el 9 de abril de 1909 en la localidad de Serrada, Valladolid, España.
Tras su paso por el talle de D. Ramón Núñez, marchó a Madrid a estudiar Bellas Artes, donde obtuvo el título de Profesor de Dibujo. Aprobó las Oposiciones de Profesor de Dibujo en 1936.
Tras terminar la guerra civil (1936-1939), invalidadas las oposiciones aprobadas, retorna a Valladolid y comienza su producción escultórica. En 1944 gana la plaza de profesor de modelado en la Escuela de Artes y Oficios Artísticos de Valladolid, donde desempeñará su labor docente hasta 1961. En esta fecha se traslada a Madrid. En 1962 obtiene la 2ª Medalla en la Exposición Nacional de Bellas Artes, en 1963 es galardonado con la 1ª Medalla en la Exposición Nacional de Bellas Artes. En 1964 consigue por oposición, la Cátedra de Modelado de la Facultad de Bellas Artes de Madrid y el Premio Nacional de Escultura, por "La Oca".En 1990 recibe el Premio "Mariano Benlliure" de escultura, concedido por el Ayuntamiento de Madrid por su obra "Doña Mercedes".Es considerado como uno de los más importantes escultores animalistas de Europa del siglo XX. Su última obra es el monumento a "El Toro", en Valladolid, que realiza con 90 años.

## Obras destacadas
- Oso, monumento en Vigo, Galicia. 1946
- Relieve de Gallinas. 1942, Finalista en la Primera Bienal Hispanoamericana de Arte 1951.
- Oca, PREMIO NACIONAL de ESCULTURA 1963.
- Retrato de Estrella, PRIMERA MEDALLA de ORO en la Exposición Nacional de Bellas Artes de 1964
- Mujer desnudándose, SEGUNDO PREMIO en la Exposición NACIONAL de Escultura, Museo Nacional de Escultura de Valladolid.1972
- Toro, monumento en Valladolid. 1999

## La obra de José Luis Medina Castro
El artista destaca por su modernidad, sensibilidad y personalidad, dentro de la escultura figurativa del siglo XX.